# Пихуан, Аурора
Ауро́ра Макке́ни Пихуа́н (исп. Aurora Mckenny Pijuan; род. 11 ноября 1949, Баколод) — филиппинская модель, актриса и филантроп,  победительница конкурса красоты «Мисс Интернешнл 1970».

## Биография
Аурора Пихуан родилась 11 ноября 1949 года в Баколоде в семье Марсело Пихуана и Люсиэль Маккенни, состоявшей из 12 детей. Она поступила в Колледж Святой Схоластики. 
В возрасте 16 лет Аурора принимала участие на конкурсе красоты «Мисс юная принцесса» и заняла 2-е место. Пихуан представляла Филиппины на международном конкурсе красоты «Мисс Интернешнл 1970» и стала его победительницей. После победы она стала востребованной моделью у ведущих кутюрье страны. В те годы Аурора снималась в кино, сыграв роли в двух фильмах «Попай» и «Сунугин Анг Самар». 
Пихуан вышла замуж за гольфиста и баскетбольного тренера Томми Манотока, в браке с которым у неё было двое детей — Мэвис и Томми Маноток-младший. Позже супруги развелись и в декабре 1981 года Томми женился на Име Маркос, дочери президента Филиппин Фердинанда Маркоса.
Пихуан участвовала в выборах в парламент 1984 года, но не смогла получить место депутата.